# بووالا (۱)
بووالا (به لاتین: Bowala) یک منطقهٔ مسکونی در سری‌لانکا است که در استان مرکزی (سری‌لانکا) واقع شده‌است.